# Aspledó
Aspledó (en grec antic Ασπληδών) era una deïtat grega que alguns deien que va ser fill de Posidó i la nimfa Midea, altres el fan fill d'Orcomen, i altres fill de Presbó i Esterope. És considerat el fundador d'Aspledon, una antiga ciutat de Beòcia.